# Quad Density

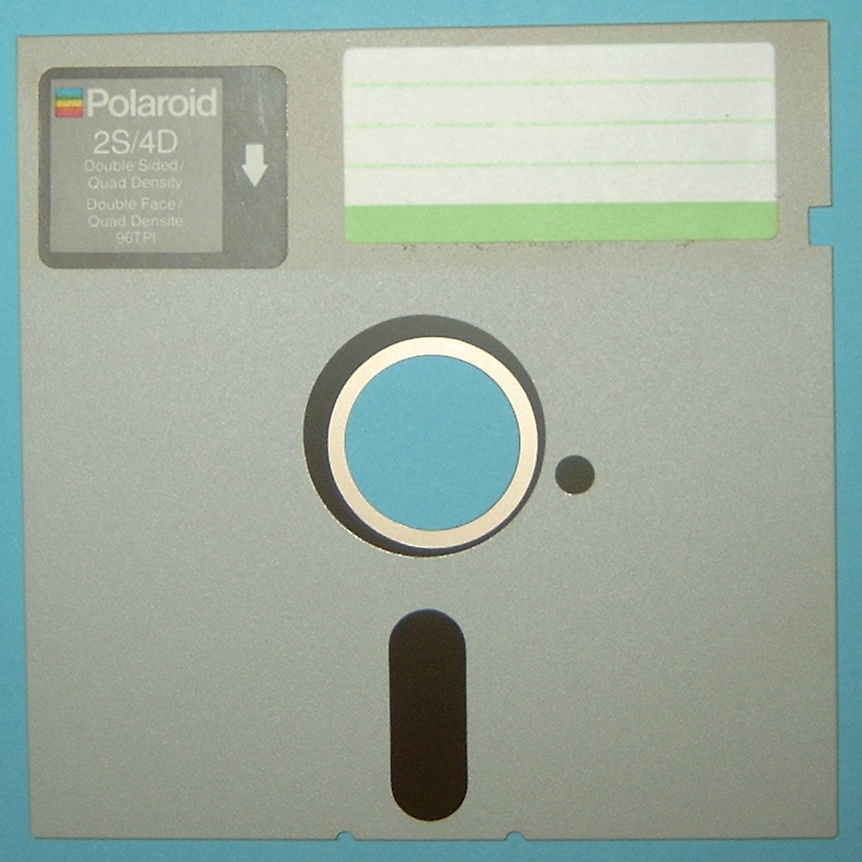
5,25"-QD-Diskette

Quad Density, seltener voll ausgeschrieben Quadruple Density, abgekürzt QD oder 4D, ist eine von mehreren möglichen Aufzeichnungsdichten auf Disketten. Sie wird nur für 5,25"-Disketten mit einer physischen Speicherkapazität von 1.000 KB verwendet.
5,25"-QD-Disketten haben bei normaler Formatierung mit 80 Spuren und 9 Sektoren je Spur eine Kapazität von 720 KB bei einer Spurdichte von 96 tpi, was der doppelten Anzahl von Spuren gegenüber den 40 Spuren im Double-Density-Format entspricht. Die Steigerung der Kapazität resultiert aus der Verdoppelung der Spurmenge –  als magnetisches Medium wird jedoch dasselbe Material wie im Double-Density-Format verwendet. QD-Disketten sind daher üblicherweise abwärtskompatibel, können also bei Bedarf auch als DD-Disketten formatiert werden. Spezielle QD Disketten weisen nur darauf hin, dass das Medium für die Schreibdichte vom Hersteller geprüft wurde.
Zum Beschreiben und Lesen von QD-Disketten sind QD- oder HD-fähige Diskettenlaufwerke erforderlich, da die Schrittmotorik eines Laufwerks üblicherweise auf eine bestimmte Anzahl Schritte / Spuren mechanisch fixiert ist. Spezielle QD-Disketten sind selten anzutreffen. Sie konnten sich nicht am Markt durchsetzen und wurden von den aufkommenden 3,5"-DD-Disketten verdrängt und im 5,25"-Bereich von den 5,25"-HD-Disketten abgelöst. Ebenfalls verdrängt wurde ein zeitweise von Micropolis, Tandon, Commodore u. a. etabliertes, noch früheres QD-Format, welches 100 tpi verwendete, aber aufgrund des ungeraden Schrittes von 40 auf 77 Spuren später von 80 Spur Laufwerken ersetzt wurde.
Die Betriebssysteme MS-DOS und Windows 9x können QD-Disketten nicht von Haus aus formatieren und erkennen eine unformatierte QD-Diskette als DD-Diskette. Mit FAT12 formatierte Disketten können jedoch beschrieben und gelesen werden. Linux handhabt QD-Disketten wie alle anderen Disketten, die Formatierung ist mit dem Befehl fdformat möglich.